# Кшицько-Мале
Кшицько-Мале (пол. Krzycko Małe) — село в Польщі, у гміні Свенцехова Лещинського повіту Великопольського воєводства.
Населення — 378 осіб (2011).
У 1975-1998 роках село належало до Лешненського воєводства.

## Демографія
Демографічна структура станом на 31 березня 2011 року:
|          | Загалом | Допрацездатний вік | Працездатний вік | Постпрацездатний вік |
| -------- | ------- | ------------------ | ---------------- | -------------------- |
| Чоловіки | 179     | 41                 | 127              | 11                   |
| Жінки    | 199     | 42                 | 115              | 42                   |
| Разом    | 378     | 83                 | 242              | 53                   |